# Myrciaria vexator
Myrciaria vexator är en myrtenväxtart som beskrevs av Mcvaugh. Myrciaria vexator ingår i släktet Myrciaria och familjen myrtenväxter. Inga underarter finns listade i Catalogue of Life.